# Taja Kramberger
Taja Kramberger, född 11 september 1970 i Ljubljana i Slovenien, är en slovensk poet, översättare, essäist och antropolog. 
Kramberger studerade historia vid universitetet i Ljubljana. Hon studerade även arkeologi i fyra år. Kramberger blev mer intresserad och involverad i litteratur år 1995 och då slutade hon att ägna sig åt arkeologi. Hon tog examen i historisk antropologi vid universitetet i Primorska. Kramberger har även studerat i Paris och Budapest, som del av sin forskningsutbildning. Kramberger publicerade monografier om kunskapsteori, inom ämnen som samhälle och historiebeskrivning för perioden mellan 1700- och 1900-talet. Hon har även skrivit flera litterära böcker, poesi, vetenskapliga artiklar och uppsatser. Hennes verk har översatts till franska, spanska och italienska. Hon översätter även texter inom sina kunskapsämnen från engelska, franska, italienska och spanska till slovenska. Hon har översatt poesi skriven av Michele Obit, Neringa Abrutyte och Roberto Juarroz.
Kramberger lever idag i Koper (Slovenien) där hon arbetar som professor vid universitetet i Primorska. Hon deltar på internationella vetenskapliga och litterära konferenser som hon även hjälper till att organisera. Kramberger är redaktör och chefredaktör för den flerspråkiga vetenskapliga tidskriften Monitor ZSA (handlar om historisk och social syn av människan). Kramberger tros ha ett starkt intresse för olika former av kulturell överföring genom tiderna och skriver oftast om detta ämne. År 2002 var hon den främsta konstnärliga arrangören och samordnaren av den internationella workshopen för poesiöversättning Linguaggi di-Versi (olika språk) i Koper.

## Verk i urval
- Marcipan (Marzipan 1997) - Poesi
- Spregovori morje (Tala havet 1999) - Poesi
- Mobilizacije (Mobilisering 2004)- Poesi